# Oswaldo Ibarra
Oswaldo Johvani Ibarra (Ambuqui, 8 september 1969) is een voormalig profvoetballer uit Ecuador, die zijn loopbaan in 2012 beëindigde bij CSD Independiente del Valle. Hij speelde als doelman.

## Interlandcarrière
Ibarra speelde in totaal 27 interlands voor Ecuador. Onder leiding van de Colombiaanse bondscoach Francisco Maturana maakte hij zijn debuut op 5 februari 1997 in de vriendschappelijke wedstrijd in Mexico-Stad tegen Mexico (3-1), net als middenvelders Simón Ruiz en Jimmy Blandón. Ibarra nam met zijn vaderland vier keer deel aan de strijd om de Copa América: 1997, 1999, 2001 en 2004. Bovendien maakte hij deel uit van de nationale selectie die deelnam aan de WK-eindronde van 2002 in Japan en Zuid-Korea. Zijn voornaamste concurrenten bij de nationale ploeg waren José Cevallos, Jacinto Espinoza en Carlos Luis Morales.

## Erelijst
El Nacional
- Campeonato Ecuatoriano

1992, 1996, 2005 (Clausura), 2006
 Deportivo Quito
- Campeonato Ecuatoriano

2008, 2009